# Хейлмейер, Джордж
Джордж Хейлмейер (англ. George Harry Heilmeier; (22 мая 1936 года — 21 апреля 2014 года)) — американский инженер и менеджер.
В 1964 году исследовал электрооптические эффекты в жидких кристаллах, что привело к появлению плоских жидкокристаллических экранов в 1968 году . В 1975—1977 годах возглавлял Агентство по перспективным оборонным научно-исследовательским разработкам США (DARPA) .

## Награды
В число наград входят:
- Медаль основателей IEEE (1986)
- C&C Prize (1990)
- Национальная научная медаль США (1991)
- Премия основателей NAE (1992)
- Медаль Джона Скотта (1996)
- Медаль почёта IEEE (1997)
- Медаль Джона Фрица (1999)
- Премия Киото (2005)
- Премия Чарльза Старка Дрейпера (2012)

Член Американской академии искусств и наук (1995) .